# Großer Preis von Belgien 1961
Der Große Preis von Belgien 1961 (offiziell XXI Grote Prijs van Belgie) fand am 18. Juni auf dem Circuit de Spa-Francorchamps in Spa statt und war das dritte Rennen der Automobil-Weltmeisterschaft 1961.

## Bericht

### Hintergrund
Nach der Dominanz beim Großen Preis der Niederlande 1961 vergrößerte Ferrari sein Kontingent an Wagen auf vier. Neben den Stammfahrern Wolfgang Graf Berghe von Trips, Phil Hill und Richie Ginther fuhr außerdem Olivier Gendebien für das Team. Gendebien startete bereits in den Jahren zuvor für einzelne Rennen bei der Scuderia Ferrari. Dies war sein letzter Einsatz für den Rennstall. Während bei seinen Teamkollegen der Wagen rot lackiert war, fuhr Gendebien einen gelben Ferrari 156. Bei Porsche fuhr man weiterhin mit Jo Bonnier und Dan Gurney, setzte jedoch für den Rest der Saison nur noch den Porsche 718 als Rennwagen ein. Bei Lotus kehrte Innes Ireland nach seiner Verletzungspause zurück in die Automobilweltmeisterschaft und hatte Jim Clark als Teamkollegen.
Viele Teams und Fahrer waren mit privaten Wagen für den Grand Prix gemeldet. Die Equipe Nationale Belge hatte jeweils zwei Lotus 18 zur Verfügung, als auch zwei Emeryson-Wagen. Fahrer waren Willy Mairesse und Lucien Bianchi. Mairesse fuhr das letzte Rennen für die Equipe Nationale Belge, er wechselte anschließend für ein Rennen zu Lotus. Das Rob Walker Racing Team hatte erstmals einen Lotus 18/21 für Stirling Moss gemeldet. Das UDT Laystall Racing Team fuhr mit einem Lotus 18 für Cliff Allison. Durch die Folgen eines schweren Trainingsunfalls war dies das letzte Rennen in Allisons Karriere. Maurice Trintignant fuhr nach einem Rennen Pause wieder für die Scuderia Serenissima. Von den beiden gemeldeten Wagen verwendete er den Cooper T51 für das Training und das Rennen. H&L Motors debütierte in der Automobilweltmeisterschaft. Auch für den Fahrer Jackie Lewis war es das erste Rennen. Das Team verwendete einen Cooper T53. Auf dem gleichen Wagen debütierte auch Lorenzo Bandini, der für die Scuderia Centro Sud fuhr. Weitere gemeldete Fahrer in privaten Wagen waren Masten Gregory und Ian Burgess für Camoradi International, Wolfgang Seidel für die Scuderia Colonia, Carel Godin de Beaufort für die Ecurie Maarsbergen, John Surtees für das Yeoman Credit Racing Team sowie Tony Marsh mit eigenem Team.
Durch die hohe Anzahl gemeldeter Fahrer begrenzten die Organisatoren das Auszahlen von Preisgeld auf 19 Fahrer. 16 Wagen wurden vor dem Training ausgewählt, weitere drei Wagen der verbliebenen neun wurden durch die schnellste Trainingszeit ermittelt.
Zwischen dem Großen Preis der Niederlande und dem Großen Preis von Belgien fanden fünf nicht zur Automobilweltmeisterschaft zählende Rennen statt. Jack Brabham gewann das Aintree 200 auf Cooper, Roy Salvadori ebenfalls auf Cooper die London Trophy. Dies waren für Cooper die letzten Siege des Jahres, anschließend wurden auch die meisten der nicht zur Automobilweltmeisterschaft zählenden Grands Prix von Ferrari und Lotus gewonnen. Giancarlo Baghetti gewann auf Ferrari den Gran Premio di Siracusa und den Gran Premio di Napoli, beim nächsten Rennen debütierte Baghetti auch in der Automobilweltmeisterschaft und gewann dabei seinen einzigen Grand Prix. Des Weiteren siegte Moss auf Lotus bei der Silver City Trophy.
Mit Tony Brooks und Brabham nahmen zwei ehemalige Sieger am Rennen teil, bei den Konstrukteuren waren zuvor Cooper einmal und Ferrari dreimal erfolgreich. In der Fahrerwertung führten Moss und Graf Berghe von Trips punktgleich vor Phil Hill und Ginther, in der Konstrukteurswertung hatte Ferrari zwei Punkte Vorsprung auf Lotus.

### Training
Das Training wurde von einem schweren Unfall von Allison überschattet. Bereits in seiner ersten Trainingsrunde kam Allison von der Strecke ab und überschlug sich mehrfach auf einem Feld. Er überlebte den Unfall, brach sich jedoch beide Knie und das Becken. Nach dem schweren Crash beim Großen Preis von Monaco 1960 war dies bereits der zweite Unfall mit schweren Verletzungen, weshalb Allison daraufhin seine Karriere beendete.
Beim Duell um die Pole-Position war Ferrari erneut der Konkurrenz überlegen und hatten mehrere Sekunden Vorsprung auf diese. Die ersten drei Startplätze wurden von Ferrari-Fahrern belegt. Phil Hill sicherte sich die zweite Pole-Position in Folge und war der einzige Fahrer, der weniger als vier Minuten für seine schnellste Trainingsrunde benötigte. Von Trips qualifizierte sich mit acht Zehntelsekunden Rückstand auf Rang zwei, weitere drei Sekunden langsamer war Gendebien auf Startplatz drei. Surtees qualifizierte sich zwischen die Ferraris auf Rang vier, fünfter wurde Ginther. Für die nächsten Positionen in der Startaufstellung qualifizierte sich B.R.M. mit Graham Hill und Brooks. Dahinter lag Moss vor den beiden Porsche-Fahrern Bonnier und Gurney.
Aufgrund von weiteren Unfällen fuhren sowohl Mairesse und Bianchi keine gezeitete Runde und die beiden Emeryson-Fahrzeuge waren zu sehr beschädigt um am Rennen teilzunehmen. Da jedoch Marsh und Seidel ihre Meldung für den Grand Prix zurückzogen, lieh sich die Equipe Nationale Belge deren Wagen aus und Mairesse und Bianchi starteten doch. Marsh, Seidel und auch Burgess verweigerten einen Rennstart, da sie Fahrer waren, die kein Geld vom Veranstalter erhielten.

### Rennen
Das Startduell gewann Graham Hill, der von Platz sechs startete und die fünf vor ihm liegenden Wagen bis zur ersten Kurve überholte. Die Ferraris waren aber stärker, sodass Graham Hill in der ersten Runde mehrere Positionen zurückfiel und Phil Hill das Rennen anführte. Gendebien lag auf Rang zwei und überholte Phil Hill in der zweiten Rennrunde. Damit wurde er der erste Belgier, der ein Automobilweltmeisterschaftsrennen anführte. Es war auch das einzige Automobilweltmeisterschaftsrennen seiner Karriere, bei dem er in Führung lag. Ein Jahr später, beim Großen Preis von Belgien 1962 führte mit Mairesse erneut ein Belgier den Grand Prix kurzfristig an. Mairesse schied in diesem Rennen in Runde sieben mit defekter Zündung aus.
Nach zwei Rennrunden führten vier Ferraris das Feld an und duellierten sich um den Sieg, wobei die Positionen zwischen den Fahrern sehr oft wechselte. Dahinter entstand eine Lücke zur Konkurrenz. Graham Hill und Surtees überholten sich ebenfalls mehrfach beim Kampf um Position fünf. Phil Hill überholte Gendebien in Runde drei und hielt sich drei Runden auf Rang eins, danach wurde er wieder von Gendebien überholt und konterte in Runde acht. Graf Berghe von Trips schloss durch das Duell auf seine Teamkollegen auf und überholte beide eine Runde später und tauschte mit Phil Hill im Anschluss neun Mal die Plätze.
In Runde neun schied McLaren mit defekter Zündung aus, Ireland folgte zwei Umläufe später mit Motorschaden und auch Bianchi erlitt in dieser Rennphase einen technischen Defekt. Ein weiterer Motorschaden traf Brabham, wodurch das Cooper-Werksteam einen Doppelausfall erlitt. In Runde 20 hatte auch Bandini einen Motorschaden und fiel aus. Trintignant stellte seinen Wagen drei Runden später mit defektem Getriebe ab. Den letzten Ausfall des Rennens betraf Graham Hill, dessen Zündung defekt war, wodurch sich Surtees den fünften Platz sicherte, hinter den vier Ferrari.
Ferrari dominierte das Rennen und klassifizierte seine Fahrer auf den ersten vier Plätzen. Im Duell zwischen Phil Hill und Graf Berghe von Trips setzte sich fünf Runden vor Rennende Phil Hill durch, der damit der dritte Sieger im dritten Saisonrennen wurde. Ferrari gewann den zweiten Grand Prix in Folge. Auf Platz kam Graf Berghe von Trips ins Ziel. Dritter wurde Ginther vor Teamkollege Gendebien, für den es die letzte Punkteplatzierung in der Automobilweltmeisterschaft war. Surtees erzielte mit Rang fünf das bis dahin beste Punkteresultat für Cooper in der Saison, Gurney wurde Sechster und erreichte damit erneut ein Punkteresultat für Porsche. Sein Teamkollege Bonnier wurde als Siebter klassifiziert, vor Moss, Lewis und Gregory. Beaufort erreichte auf Rang elf das Ziel, vor Clark und Brooks. Die schnellste Rennrunde des Rennens fuhr Ginther.
Phil Hill übernahm das erste Mal in seiner Karriere die Führung in der Fahrerwertung und lag nach dem Rennen einen Punkt vor Graf Berghe von Trips. Moss war Dritter, hatte aber bereits sieben Punkte Rückstand auf Phil Hill. Ginther behielt Rang vier und war punktgleich mit Moss. In der Konstrukteurswertung vergrößerte Ferrari seinen Vorsprung vor Lotus auf zehn Punkte, da diese keine Punkte erzielten. Cooper lag einen Punkt vor Porsche, B.R.M. blieb weiter ohne Punkteresultat. Für Phil Hill blieb es der einzige Sieg beim Großen Preis von Belgien, Ferrari gewann 1966 erneut dieses Rennen.

## Meldeliste
| Team                       | Nr. | Fahrer                         | Chassis       | Motor           | Reifen |
| -------------------------- | --- | ------------------------------ | ------------- | --------------- | ------ |
| Scuderia Ferrari SpA SEFAC | 02  | Wolfgang Graf Berghe von Trips | Ferrari 156   | Ferrari 1.5 V6  | D      |
| Scuderia Ferrari SpA SEFAC | 04  | Phil Hill                      | Ferrari 156   | Ferrari 1.5 V6  | D      |
| Scuderia Ferrari SpA SEFAC | 06  | Richie Ginther                 | Ferrari 156   | Ferrari 1.5 V6  | D      |
| Scuderia Ferrari SpA SEFAC | 08  | Olivier Gendebien              | Ferrari 156   | Ferrari 1.5 V6  | D      |
| Equipe Nationale Belge     | 10  | Willy Mairesse                 | Emeryson 1003 | Maserati 1.5 L4 | D      |
| Equipe Nationale Belge     | 10  | Willy Mairesse                 | Lotus 18      | Climax 1.5 L4   | D      |
| Equipe Nationale Belge     | 12  | Lucien Bianchi                 | Emeryson 1001 | Maserati 1.5 L4 | D      |
| Equipe Nationale Belge     | 12  | Lucien Bianchi                 | Lotus 18      | Climax 1.5 L4   | D      |
| Rob Walker Racing Team     | 14  | Stirling Moss                  | Lotus 18/21   | Climax 1.5 L4   | D      |
| UDT Laystall Racing Team   | 16  | Cliff Allison                  | Lotus 18      | Climax 1.5 L4   | D      |
| Porsche System Engineering | 18  | Jo Bonnier                     | Porsche 718   | Porsche 1.5 B4  | D      |
| Porsche System Engineering | 20  | Dan Gurney                     | Porsche 718   | Porsche 1.5 B4  | D      |
| Ecurie Maarsbergen         | 22  | Carel Godin de Beaufort        | Porsche 718   | Porsche 1.5 B4  | D      |
| Yeoman Credit Racing Team  | 24  | John Surtees                   | Cooper T53    | Climax 1.5 L4   | D      |
| Scuderia Serenissima       | 26  | Maurice Trintignant            | Cooper T51    | Maserati 1.5 L4 | D      |
| Scuderia Serenissima       | 26  | Maurice Trintignant            | Cooper T43    | Climax 1.5 L4   | D      |
| Cooper Car Company         | 28  | Jack Brabham                   | Cooper T55    | Climax 1.5 L4   | D      |
| Cooper Car Company         | 30  | Bruce McLaren                  | Cooper T55    | Climax 1.5 L4   | D      |
| Team Lotus                 | 32  | Innes Ireland                  | Lotus 21      | Climax 1.5 L4   | D      |
| Team Lotus                 | 34  | Jim Clark                      | Lotus 21      | Climax 1.5 L4   | D      |
| Owen Racing Organisation   | 36  | Graham Hill                    | BRM P48/57    | Climax 1.5 L4   | D      |
| Owen Racing Organisation   | 38  | Tony Brooks                    | BRM P48/57    | Climax 1.5 L4   | D      |
| H&L Motors                 | 40  | Jackie Lewis                   | Cooper T53    | Climax 1.5 L4   | D      |
| Tony Marsh                 | 42  | Tony Marsh                     | Lotus 18      | Climax 1.5 L4   | D      |
| Camoradi International     | 44  | Masten Gregory                 | Cooper T53    | Climax 1.5 L4   | D      |
| Camoradi International     | 50  | Ian Burgess                    | Lotus 18      | Climax 1.5 L4   | D      |
| Scuderia Colonia           | 48  | Wolfgang Seidel                | Lotus 18      | Climax 1.5 L4   | D      |

Anmerkungen
1. 1 2  Mairesse fuhr den Emeryson mit der Nummer 10 in den Trainingssitzungen und den Lotus im Rennen.
2. 1 2  Bianchi fuhr den Emeryson mit der Nummer 12 in den Trainingssitzungen und den Lotus im Rennen.
3. 1 2  Trintignant fuhr den Cooper T51 mit der Nummer 26 in den Trainingssitzungen und im Rennen.

## Klassifikationen

### Startaufstellung
| Pos. | Fahrer                         | Konstrukteur    | Zeit   | Ø-Geschwindigkeit | Start |
| ---- | ------------------------------ | --------------- | ------ | ----------------- | ----- |
| 01   | Phil Hill                      | Ferrari         | 3:59,3 | 212,12 km/h       | 01    |
| 02   | Wolfgang Graf Berghe von Trips | Ferrari         | 4:00,1 | 211,41 km/h       | 02    |
| 03   | Olivier Gendebien              | Ferrari         | 4:03,0 | 208,89 km/h       | 03    |
| 04   | John Surtees                   | Cooper-Climax   | 4:06,0 | 206,34 km/h       | 04    |
| 05   | Richie Ginther                 | Ferrari         | 4:06,1 | 206,26 km/h       | 05    |
| 06   | Graham Hill                    | B.R.M.-Climax   | 4:07,6 | 205,01 km/h       | 06    |
| 07   | Tony Brooks                    | B.R.M.-Climax   | 4:07,9 | 204,76 km/h       | 07    |
| 08   | Stirling Moss                  | Lotus-Climax    | 4:08,2 | 204,51 km/h       | 08    |
| 09   | Jo Bonnier                     | Porsche         | 4:08,3 | 204,43 km/h       | 09    |
| 10   | Dan Gurney                     | Porsche         | 4:08,4 | 204,35 km/h       | 10    |
| 11   | Jack Brabham                   | Cooper-Climax   | 4:08,6 | 204,18 km/h       | 11    |
| 12   | Masten Gregory                 | Cooper-Climax   | 4:10,2 | 202,88 km/h       | 12    |
| 13   | Jackie Lewis                   | Cooper-Climax   | 4:11,1 | 202,15 km/h       | 13    |
| 14   | Carel Godin de Beaufort        | Porsche         | 4:16,7 | 197,74 km/h       | 14    |
| 15   | Bruce McLaren                  | Cooper-Climax   | 4:17,4 | 197,20 km/h       | 15    |
| 16   | Jim Clark                      | Lotus-Climax    | 4:17,7 | 196,97 km/h       | 16    |
| 17   | Lorenzo Bandini                | Cooper-Maserati | 4:19,0 | 195,98 km/h       | 17    |
| 18   | Innes Ireland                  | Lotus-Climax    | 4:20,0 | 195,23 km/h       | 18    |
| 19   | Willy Mairesse                 | Lotus-Climax    | 4.20,6 |                   | 23    |
| 20   | Maurice Trintignant            | Cooper-Maserati | 4:21,4 | 194,19 km/h       | 19    |
| 21   | Tony Marsh                     | Lotus-Climax    | 4:23,2 | 192,86 km/h       | 20    |
| 22   | Lucien Bianchi                 | Lotus-Climax    | 4.27,3 |                   | 24    |
| 23   | Wolfgang Seidel                | Lotus-Climax    | 4:27,4 | 189,83 km/h       | 21    |
| 24   | Ian Burgess                    | Lotus-Climax    | 4:37,6 | 182,85 km/h       | 22    |

### Rennen
| Pos. | Fahrer                         | Konstrukteur    | Runden | Stopps | Zeit       | Start | Schnellste Runde |
| ---- | ------------------------------ | --------------- | ------ | ------ | ---------- | ----- | ---------------- |
| 01   | Phil Hill                      | Ferrari         | 30     |        | 2:03:03,8  | 01    | 4:00,1           |
| 02   | Wolfgang Graf Berghe von Trips | Ferrari         | 30     |        | + 0,7      | 02    | 4:01,4           |
| 03   | Richie Ginther                 | Ferrari         | 30     |        | + 19,5     | 05    | 3:59,8 (20.)     |
| 04   | Olivier Gendebien              | Ferrari         | 30     |        | + 45,6     | 03    | 4:01,7           |
| 05   | John Surtees                   | Cooper-Climax   | 30     |        | + 1:26,8   | 04    | 4:05,2           |
| 06   | Dan Gurney                     | Porsche         | 30     |        | + 1:31,0   | 10    | 4:05,8           |
| 07   | Jo Bonnier                     | Porsche         | 30     |        | + 2:47,1   | 09    | 4:08,1           |
| 08   | Stirling Moss                  | Lotus-Climax    | 30     |        | + 3:55,6   | 08    | 4:09,6           |
| 09   | Jackie Lewis                   | Cooper-Climax   | 29     |        | + 1 Runde  | 13    | 4:09,4           |
| 10   | Masten Gregory                 | Cooper-Climax   | 29     |        | + 1 Runde  | 12    | 4:09,7           |
| 11   | Carel Godin de Beaufort        | Porsche         | 28     |        | + 2 Runden | 14    | 4:12,0           |
| 12   | Jim Clark                      | Lotus-Climax    | 24     |        | + 6 Runden | 16    | 4:15,0           |
| 13   | Tony Brooks                    | B.R.M.-Climax   | 24     |        | + 6 Runden | 07    | 4:07,8           |
| –    | Graham Hill                    | B.R.M.-Climax   | 24     |        | DNF        | 06    | 4:06,3           |
| –    | Maurice Trintignant            | Cooper-Maserati | 23     |        | DNF        | 19    | 4:11,3           |
| –    | Lorenzo Bandini                | Cooper-Maserati | 20     |        | DNF        | 17    | 4:19,0           |
| –    | Jack Brabham                   | Cooper-Climax   | 12     |        | DNF        | 11    | 4:08,3           |
| –    | Lucien Bianchi                 | Lotus-Climax    | 9      |        | DNF        | 24    | 4:34,3           |
| –    | Innes Ireland                  | Lotus-Climax    | 9      |        | DNF        | 18    | 4:17,6           |
| –    | Bruce McLaren                  | Cooper-Climax   | 9      |        | DNF        | 15    | 4:15,0           |
| –    | Willy Mairesse                 | Lotus-Climax    | 7      |        | DNF        | 23    | 4:34,7           |
| DNS  | Cliff Allison                  | Lotus-Climax    | –      | –      | –          | –     | –                |
| DNS  | Ian Burgess                    | Lotus-Climax    | –      | –      | –          | –     | –                |
| DNS  | Tony Marsh                     | Lotus-Climax    | –      | –      | –          | –     | –                |
| DNS  | Wolfgang Seidel                | Lotus-Climax    | –      | –      | –          | –     | –                |

## WM-Stände nach dem Rennen
Die ersten sechs des Rennens bekamen 9, 6, 4, 3, 2, 1 Punkte. Es zählten nur die fünf besten Ergebnisse aus acht Rennen. In der Konstrukteurswertung bekamen die ersten sechs des Rennens 8, 6, 4, 3, 2, 1 Punkte, es zählten dabei nur die Punkte des bestplatzierten Fahrers eines Teams.

### Fahrerwertung
| Pos. | Fahrer                         | Konstrukteur    | Punkte |
| ---- | ------------------------------ | --------------- | ------ |
| 01   | Phil Hill                      | Ferrari         | 19     |
| 02   | Wolfgang Graf Berghe von Trips | Ferrari         | 18     |
| 03   | Stirling Moss                  | Lotus-Climax    | 12     |
| 04   | Richie Ginther                 | Ferrari         | 12     |
| 05   | Jim Clark                      | Lotus-Climax    | 4      |
| 06   | Olivier Gendebien              | Ferrari         | 3      |
| 07   | Dan Gurney                     | Porsche         | 3      |
| 08   | John Surtees                   | Cooper-Climax   | 2      |
| 09   | Bruce McLaren                  | Cooper-Climax   | 1      |
| 10   | Jack Brabham                   | Cooper-Climax   | 1      |
| 11   | Maurice Trintignant            | Cooper-Maserati | 0      |
| 12   | Cliff Allison                  | Lotus-Climax    | 0      |
| 13   | Graham Hill                    | B.R.M.-Climax   | 0      |

| Pos. | Fahrer                  | Konstrukteur    | Punkte |
| ---- | ----------------------- | --------------- | ------ |
| 14   | Hans Herrmann           | Porsche         | 0      |
| 15   | Jo Bonnier              | Porsche         | 0      |
| 16   | Jackie Lewis            | Cooper-Climax   | 0      |
| 17   | Masten Gregory          | Cooper-Climax   | 0      |
| 18   | Carel Godin de Beaufort | Porsche         | 0      |
| 19   | Trevor Taylor           | Lotus-Climax    | 0      |
| 20   | Tony Brooks             | B.R.M.-Climax   | 0      |
| –    | Michael May             | Lotus-Climax    | 0      |
| –    | Lorenzo Bandini         | Cooper-Maserati | 0      |
| –    | Lucien Bianchi          | Lotus-Climax    | 0      |
| –    | Innes Ireland           | Lotus-Climax    | 0      |
| –    | Willy Mairesse          | Lotus-Climax    | 0      |

### Konstrukteurswertung
| Pos. | Konstrukteur    | Punkte |
| ---- | --------------- | ------ |
| 01   | Ferrari         | 22     |
| 02   | Lotus-Climax    | 12     |
| 03   | Cooper-Climax   | 4      |
| 04   | Porsche         | 3      |
| –    | Cooper-Maserati | 0      |
| –    | B.R.M.-Climax   | 0      |